# Mark O'Meara
Mark Francis O'Meara (Goldsboro, Carolina del Norte; 13 de enero de 1957) es un golfista profesional estadounidense. Ha ganado dos torneos majors y estuvo cerca de 200 semanas en el top-10 mundial, desde su debut en 1986 hasta el año 2000.

## Biografía
O'Meara nació en Goldsboro, Carolina del Norte pero creció en California, en Mission Viejo, y comenzó a jugar al golf con 13 años cerca del Mission Viejo Country Club. Más tarde llegó a ser empleado del club y jugó en el equipo de golf de su instituto. Ganó el Abierto de Estados Unidos aficionado en 1979, derrotando a John Cook. Después de graduarse en marketing en 1980, se convirtió en profesional, ganando 16 títulos del PGA Tour en toda su carrera. El primero fue el Greater Milwaukee Open en 1984. Ganó el AT&T Pebble Beach National Pro-Am en cuatro ocasiones, pero a los 41 años todavía no había ganado ningún major como profesional.
Sin embargo, sus últimos títulos en el PGA Tour fueron sus dos únicos majors, en 1998 el The Masters y el The Open Championship. O'Meara atribuyó su juego a la inspiración de trabajar con Tiger Woods, la nueva estrella del golf en ese tiempo, del cual llegó a ser gran amigo. Ese mismo año ganó el Cisco World Match Play Championship y fue segundo en el ranking mundial, su mejor puesto.
O'Meara es conocido por competir a menudo fuera de los Estados Unidos. Tiene títulos en Europa, Asia, Australia y Sudamérica. En el nuevo milenio comenzó a tener varias lesiones aunque en 2004 ganó un evento oficial por primera vez desde 1998, el Dubai Desert Classic. En 2007, disputó su primera temporada en el Champions Tour para golfistas senior.

## Palmarés

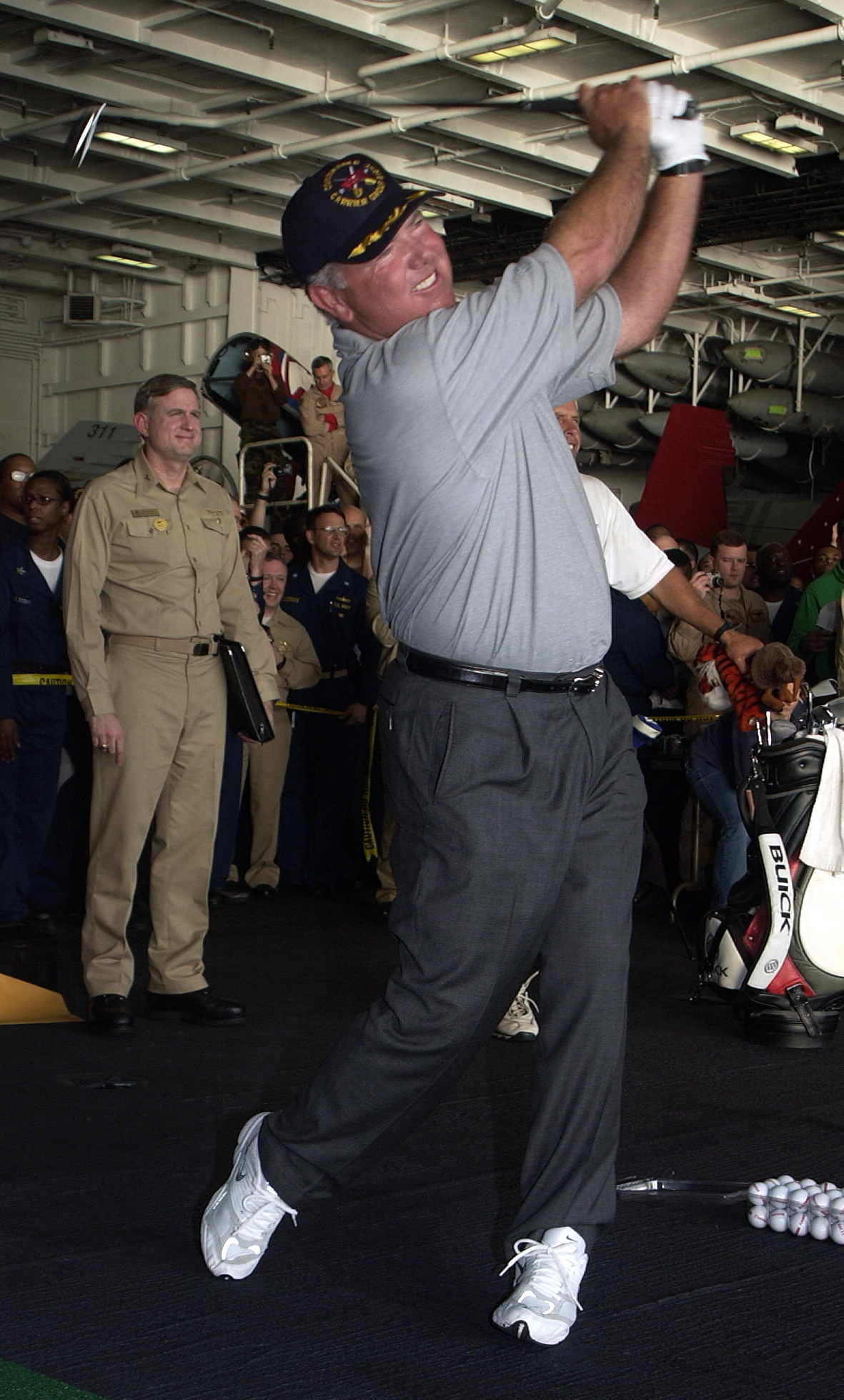
Exhibición el día antes de participar en el Dubai Desert Classic.

### Profesional (31)

#### PGA Tour (16)
- 1984 (1) Greater Milwaukee Open
- 1985 (2) Bing Crosby National Pro-Am, Hawaiian Open
- 1989 (1) AT&T Pebble Beach National Pro-Am
- 1990 (2) AT&T Pebble Beach National Pro-Am, Texas Open
- 1991 (1) Walt Disney World/Oldsmobile Classic
- 1992 (1) AT&T Pebble Beach National Pro-Am
- 1995 (2) Honda Classic,  Canadian Open
- 1996 (2) Mercedes Championships,  Greater Greensboro Chrysler Classic
- 1997 (2) AT&T Pebble Beach National Pro-Am,  Abierto de San Diego
- 1998 (2) The Masters,  The Open Championship

#### European Tour (4)
- 1987 Lawrence Batley International
- 1997 Trophée Lancôme
- 1998 The Open Championship
- 2004 Dubai Desert Classic

#### Japan Tour (2)
- 1985 Fujisankei Classic
- 1992 Tokai Classic

#### Otras victorias (10)
- 1985 Isuzu Kapalua International
- 1986 Australian Masters
- 1989 RMCC Invitational (con Curtis Strange)
- 1994 Argentine Open
- 1998 Cisco World Match Play Championship
- 1999 WGC-World Cup (con Tiger Woods)
- 2000 Fred Meyer Challenge
- 2002 Skins Game
- 2007 Champions Challenge (con Mike Reid)

## Majors

### Victorias (2)
| Año  | Campeonato            | 54 Hoyos | Marcador             | Margen    | Finalista/s               |
| 1998 | The Masters           | -2       | -9 (74-70-68-67=279) | 1 golpe   | Fred Couples, David Duval |
| 1998 | The Open Championship | -2       | E (72-68-72-68=280)  | Playoff 1 | Brian Watts               |

1 Derrotó a Brian Watts en el playoff a 4 hoyos: O'Meara (4-4-5-4=17), Watts (5-4-5-5=19)

### Resultados
| Torneo                | 1980 | 1981 | 1982 | 1983 | 1984 | 1985 | 1986 | 1987 | 1988 | 1989 |
| --------------------- | ---- | ---- | ---- | ---- | ---- | ---- | ---- | ---- | ---- | ---- |
| The Masters           | CUT  | DNP  | DNP  | DNP  | DNP  | 24   | 48   | T24  | T39  | T11  |
| U.S. Open             | CUT  | CUT  | 58   | DNP  | T7   | T15  | T41  | CUT  | T3   | CUT  |
| The Open Championship | DNP  | T47  | DNP  | DNP  | DNP  | T3   | T43  | T66  | 27   | T42  |
| Campeonato de la PGA  | DNP  | T70  | DNP  | CUT  | T25  | T28  | CUT  | CUT  | T9   | CUT  |

| Torneo                | 1990 | 1991 | 1992 | 1993 | 1994 | 1995 | 1996 | 1997 | 1998 | 1999 |
| --------------------- | ---- | ---- | ---- | ---- | ---- | ---- | ---- | ---- | ---- | ---- |
| The Masters           | CUT  | T27  | T4   | T21  | T15  | T31  | T18  | T30  | 1    | T31  |
| U.S. Open             | CUT  | CUT  | CUT  | CUT  | CUT  | DNP  | T16  | T36  | T32  | CUT  |
| The Open Championship | T48  | T3   | T12  | CUT  | DNP  | T49  | T33  | T38  | 1    | CUT  |
| Campeonato de la PGA  | T19  | CUT  | CUT  | CUT  | DNP  | T6   | T26  | T13  | T4   | T57  |

| Torneo                | 2000 | 2001 | 2002 | 2003 | 2004 | 2005 | 2006 | 2007 | 2008 |
| --------------------- | ---- | ---- | ---- | ---- | ---- | ---- | ---- | ---- | ---- |
| The Masters           | CUT  | T20  | CUT  | T8   | T27  | T31  | CUT  | CUT  | CUT  |
| U.S. Open             | T51  | CUT  | T18  | T35  | DNP  | DNP  | DNP  | DNP  | CUT  |
| The Open Championship | T26  | T42  | T22  | T65  | T30  | CUT  | T63  | T60  | CUT  |
| Campeonato de la PGA  | T46  | T22  | CUT  | CUT  | CUT  | DNP  | DNP  | DNP  | DNP  |

DNP = no jugó

CUT = no pasó el corte

"T", posición

Color verde para victorias y amarillo para el top-10.

### Resumen
- Comienzos - 91
- Victorias - 2
- Segundo - 0
- Top 3 - 3
- Top 5 - 5
- Top 10 - 11

## Apariciones con la selección de Estados Unidos

### Profesional
- Copa Ryder: 1985, 1991 (ganó), 1995, 1997, 1999 (ganó)
- Copa de Presidentes: 1996 (ganó), 1998
- Copa Alfred Dunhill: 1996 (ganó)
- Copa Mundial de Golf: 1999 (ganó)